# Vodní elektrárna Salakovac
Vodní elektrárna Salakovac (chorvatsky Hidroelektrana Salakovac) se nachází na řece Neretvě v Bosně a Hercegovině, v blízkosti stejnojmenného sídla, v úseku mezi městy Jablanica a Mostar. Její výkon je 210 MW.
Elektrárna je součástí kaskády na řece Neretvě. Budována byla v letech 1977 až 1981. Kvůli ní bylo nezbytné přeložit některé dopravní tahy, které vedou v bezprostřední blízkosti údolí řeky. 
Vzdutí umělého jezera dosahuje až k vesnici Kremenac nedaleko přehradní hráze vodní elektrárny Grabovica. Umělé jezero rovněž zaplavilo několik údolí dalších toků, jako je např. Drežanka. Šíře jezera je vzhledem k strmým svahům údolí Neretvy relativně úzké (dosahuje jen desítek až stovek metrů). 
Betonová hráz má výšku 52 m a ve své vrchní části je široká 230 m.